# Hammerschloss Hirschbach

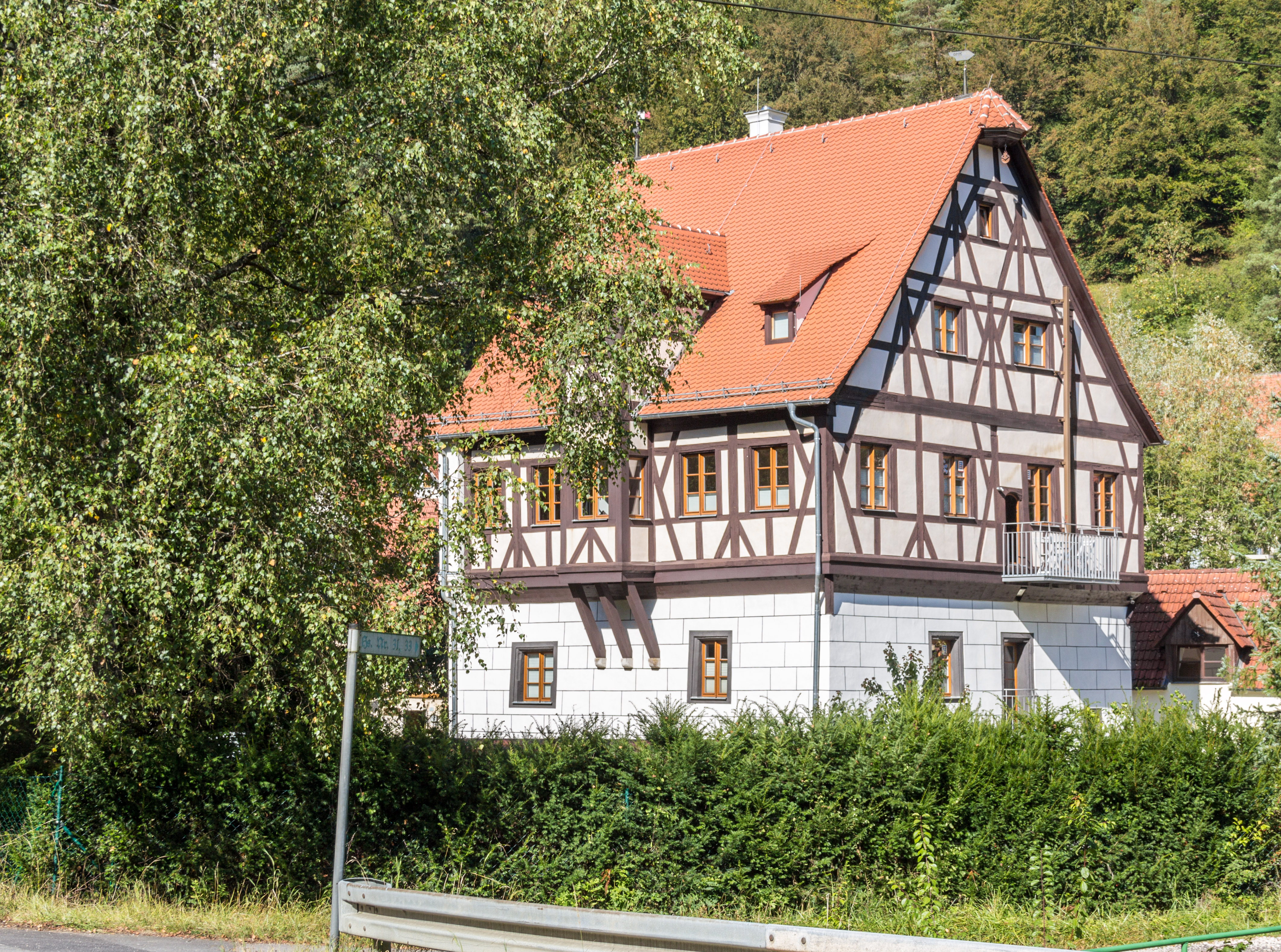
Hammerschloss, Gartenseite

Das Hammerschloss Hirschbach ist ein denkmalgeschütztes Gebäude im Gemeindeteil Hirschbach der oberpfälzischen Gemeinde Hirschbach im Landkreis Amberg-Sulzbach von Bayern (Hammerhof 1). Es ist unter der Aktennummer D-3-71-128-10 als Baudenkmal verzeichnet. Unter der Aktennummer D-3-6435-0123 wird es zudem als Bodendenkmal mit der Beschreibung „archäologische Befunde des Mittelalters und der frühen Neuzeit im Bereich des Hammerschlosses und des zugehörigen Eisenhammers in Hirschbach“  geführt.

## Geschichte

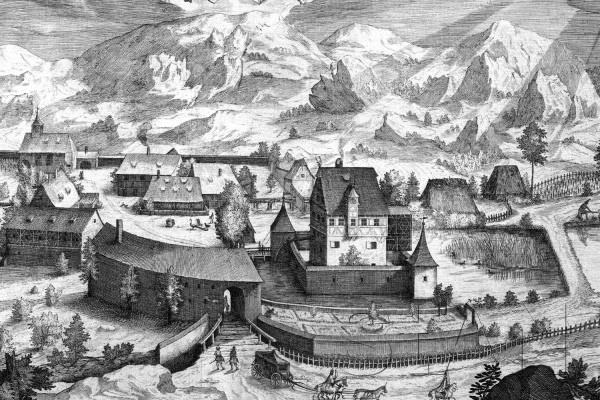
Hammerschloss Hirschbach, frühes 17. Jahrhundert

In Hirschbach gab es ursprünglich zwei Hämmer, den Unteren und den Oberen Hammer. Die Namen Hammerleite, Hammerschloss und die Häusergruppe Hammer bei der Kirche von Hirschbach erinnern daran. Das untere Werk gehörte 1414 dem Sulzbacher Bürger Hans Fan. Mit dem Oberen Hammer war 1387 Connradt Sunttleutner der Oberpfälzer Hammereinigung beigetreten („Chunrad Sintleiter mit dem hamer in dem Obern Hirspach“). Im 15. Jahrhundert kam der Obere Hammer zu dem Gewerken Erasmus Sauerzapf. Dieser verkaufte ihn an seinen Verwandten Jacob Sauerzapf. 1458 hatte Sauerzapff die päpstliche Einwilligung erwirkt, Messen in der von ihm erbauten Schlosskapelle lesen zu lassen, weil ihm der Gang zur Pfarrkirche nach Eschenbach zu weit war. In einer Urkunde aus dem Jahre 1673 heißt es dazu: „Mit Erlaubnisurkunde vom 18. Juni 1460 von Papst Pius II. wird dem Bürger zu Sulzbach, Jakob Sauerzapf, erlaubt, eine Kapelle zu Hirschbach zu erbauen, darin ein tüchtiger Priester möchte Messe lesen, dieweil er die Pfarrkirche zu Eschenbach wegen des weiten Weges und Gefährlichkeit der Mörder nit allewege besuchen könnte, doch daß solche Begunst dem Recht der Pfarrkirche nichts nehmen soll.“ Die Kapelle wurde am 18. Juni 1460 eingeweiht; sie durfte aber nur von dem Hammerherren und seinem Gesinde besucht werden, während die anderen Einwohner von Hirschbach weiterhin zur sonntäglichen Messe nach Eschenbach gehen mussten.
Im Ersten Markgrafenkrieg wurde das Hammerwerk am 23. Juni 1450 von Nürnberger Soldaten verwüstet. Trotz des erlittenen Schadens hielt Jacob Sauerzapf durch und bekam 1460 sogar die niedere Gerichtsbarkeit über die Untertanen des Hammerguts Oberhirschbach verliehen. 1472 vererbte Jacob Sauerzapf den Hammer Hirschbach an seinen Sohn Erasmus Sauerzapf. Dieser verkaufte die Hütte mit allen Zugehörigkeiten 1492 an die Nürnberger Bürger Sebold B(P)eringsdorffer und dessen Schwiegersohn Jobst II. Haller. Diese wollten hier eine Kupfersaigerhütte errichten; das „Saigen“ ist ein schmelztechnisches Verfahren zur Trennung von Kupfer und Silber. Damit gerieten sie in einen jahrelangen Rechtsstreit mit der Bergstadt Sulzbach, die einen zu großen Holzverbrauch und damit einen Niedergang der anderen Hammerwerke befürchtete. 1499 wurde Hirschbach bei dem Zwist des Christoph von Giech gegen Nürnberg überfallen und angezündet; das gotische Hammerschloss ging dabei in Flammen auf, wurde aber wieder erbaut. Nach dem Tod des Jobst Haller († 1505) kam der Besitz an seinen gleichnamigen Sohn; dieser blieb auch nach seinem Verkauf der Burg Hauseck im Besitz des Hammers in Oberhirschbach „mit graben, zwingern und mit der hamerhütten“; er verpachtete 1520 das Hammerwerk „wie es mit der Mauer umfangen“ ohne das Herrenhaus an Georg Pfinzing zu Haunritz.
Im 16. Jahrhundert kam Hirschbach mitsamt der Burg Hauseck an die Ebner von Eschenbach; der erste Besitzer aus dieser Familie war der 1482 geborene Hanns III. Ebner. Dieser war 1508 über eine Heirat mit einer Harsdorferin an Eschenbach gekommen, 1529 kam er auch in den Besitz von Hirschbach. 1530 erhielt er das Monopol im böhmischen Kupfergeschäft; das bedeutete, dass zeitweise die gesamte Kupfereinfuhr aus Böhmen nach Enzendorf und Hirschbach abgegeben wurde. Hans Ebner gelingt es 1530, für seine Hütte vom Kaiser ein weitgehendes Holzmonopol zu erhalten, gegen das der Rat der Stadt Nürnberg heftig protestierte. 1580 wurde den Hammermeistern Clement und Mathei Ebner vorgeworfen, dass sie

„ein großes Holtz ungeverlich 200 Tagwerk mit ihren Hammer Hirspach alles erödigt darzu den Boden mit sengen und brennen also hart verderbt, daß der Orten nimmer was fruchtbares zu helfen … desgleichen über den Perg hinüber an einem andern Holtz, dem Wolfslechern, auch getan.“

Im Zweiten Markgrafenkrieg verwüsteten Söldner des Markgraf Albrecht Alcibiades Hirschbach und setzten das Hammerhaus mit dem Hammerwerk am 27. Mai 1552 in Brand. Durch den Wiederaufbau entstand um 1560 der heute noch bestehende Bau mit dem Fachwerk in den Obergeschossen, das auf dem älteren steinernen Sockelgeschoss aufgebaut wurden. Auf die verschuldeten Ebners folgten 1584 die Meindels als Inhaber des Herrensitzes und des Hammers Hirschbach. Georg Meindel ließ 1590 hier eine Papiermühle errichten, die bis 1874 in Betrieb war. Katharina, die Tochter des Meindels, heiratete 1597 den Georg Christoph Gugel aus Nürnberg. Dieser übernahm das Hammergut 1603 von seinen Schwägern Georg den Jüngeren und den 1612 verstorbenen Konrad Meindel. Vor 1624 erkaufte Adam Waldstromer den Hammer. Als während des Dreißigjährigen Krieges im November 1635 Polen durch das Hirschbachtal marschierten, zündeten sie das Dorf bei der Kirche an, das Hammerschloss und der Gasthof blieben jedoch vom Feuer verschont.
1664/66 kam der Hammer auf dem Kaufweg an Johann Friedrich von Wimpffen. Dieser wurde aber wegen einer Unterschlagung von der Reichsstadt Nürnberg in Turmhaft genommen und verstarb bereits 1668 im Gefängnis. Seine Söhne Georg Abraham, Johann Christoph und Johann Carl von Wimpffen veräußerten den Hammerherrensitz Hirschbach 1699 an Friedrich Wilhelm Ebner von Eschenbach. Damit gelangte der Besitz zum zweiten Mal in die Familie der Ebners. Friedrich Wilhelms verstarb am 3. Juni 1711 und seine Söhne Johann Wilhelm und Jobst Wilhelm Ebner erbten den Herrensitz. Als Johann Wilhelm schon 1723 verschied, fiel sein Erbteil an den Bruder. Jobst Wilhelm sen. verschied am 5. Juli 1755 und hinterließ Hirschbach seinem gleichnamigen Sohn, der am 20. Mai 1763 starb. 1765 gehörte Hirschbach zur Hieronymus Wilhelm Ebnerischen Familienstiftung. Diese wurde um 1800 von Johann Sigmund Haller von Hallerstein verwaltet. Da die Fideikommisse gesetzlich aufgehoben wurden, wurde das Hammergut Hirschbach mit Artelshofen 1816 an den Nürnberger Unternehmer Karl Benedikt Schwarz verkauft.
Der vom bayerischen König Maximilian I. Joseph geadelte Benedikt von Schwarz brachte 1823 das Gut Hirschbach in seine Familienstiftung ein. Seine Familie veräußerte 1878 das Hammerhaus und das Hammerwerk an Georg Duschel. Dieser ließ den Hammer zu einer Getreidemühle umbauen. 1894 erwarb die Familie Brunner den Besitz und ließ im 20. Jahrhundert im Herrenhaus das heute nicht mehr bestehende Ausflugslokal „Zum Hammerschloß“ einrichten. Ab 2004 begann der neue Eigentümer Norbert Knorren Nichols, das statisch sehr labile Hammerschloss zu renovieren. Er ließ es zurückbauen und instand setzen, wofür er 2017 die Denkmalschutzmedaille des Freistaats Bayern erhielt.

## Hammerschloss Hirschbach heute

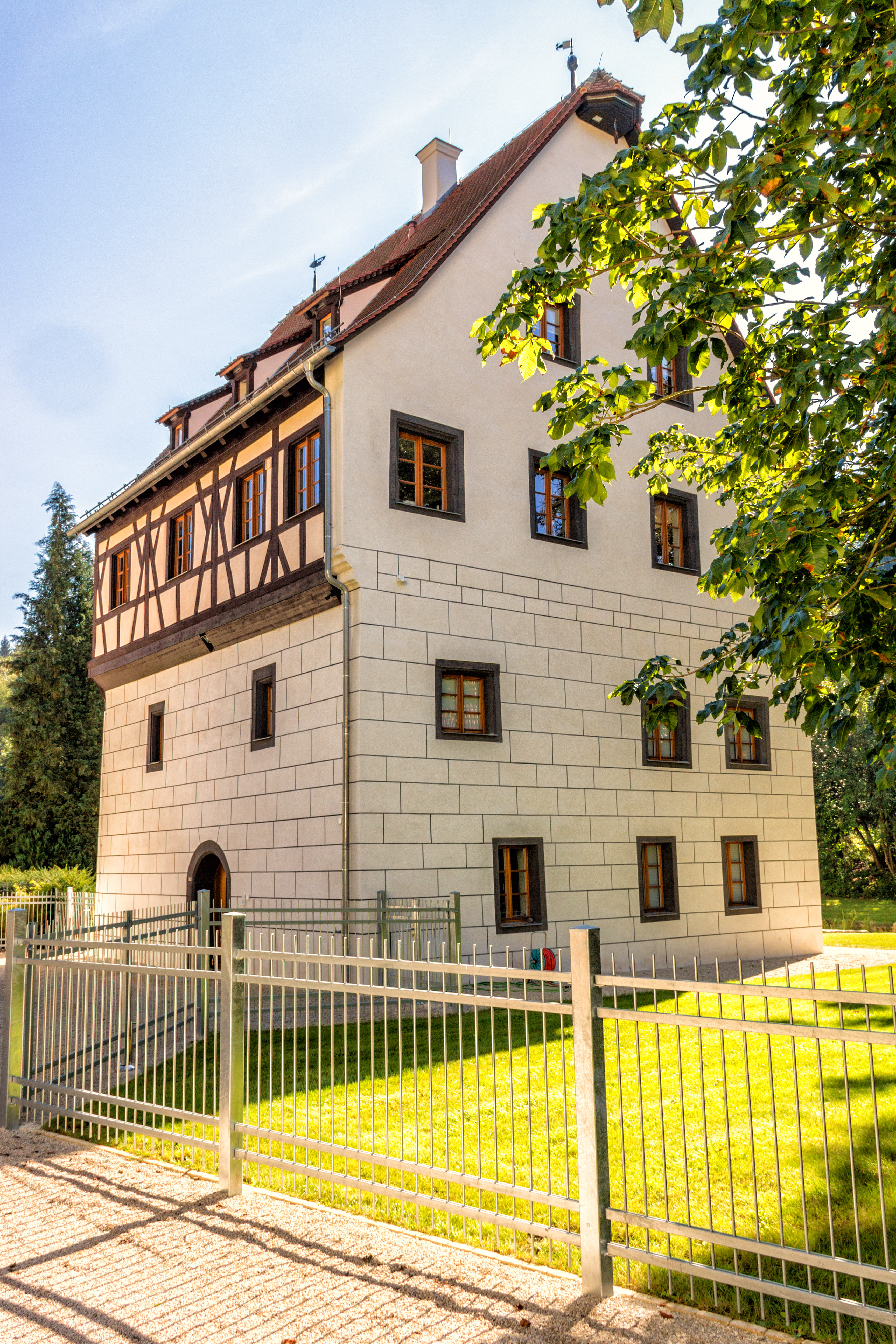
Hammerschloss, Eingangsseite

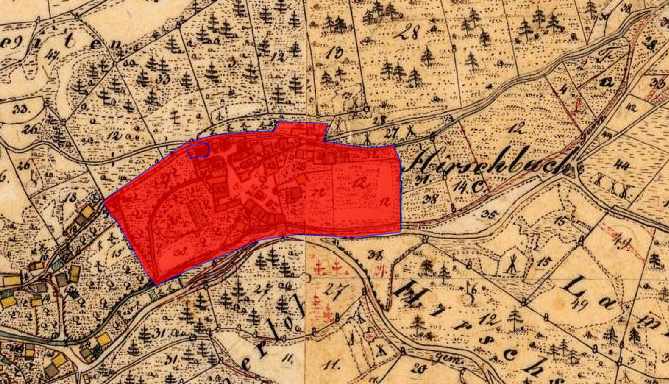
Lageplan von Hammerschloss Hirschbach auf dem Urkataster von Bayern

Das Schloss ist ein dreigeschossiger Satteldachbau, der ab dem zweiten Obergeschoss als Fachwerkbau ausgeführt ist. Erdgeschoss und 1. Obergeschoss stammen aufgrund dendrochronologischer Datierung aus der Zeit um 1450. Die Decken und Fachwerkaufbauten im 2. Obergeschoss stammen von 1555. Zudem sind barocke Überformungen aus dem 18. Jahrhundert wie beispielsweise Rocaille-Malereien im 1. Obergeschoss und eine Stuckdecke im repräsentativen Saal im 2. Obergeschoss vorhanden.
Auf dem Stich von ca. 1610 ist das turmartige Schlösschen noch mit einer Mauer und einem Wassergraben umgeben. Zwei an gegenüberliegenden Ecken liegende Türme tragen zu einem wehrhaften Charakter der Anlage bei. Die Wehrmauern mit den beiden Ecktürmen und der Wassergraben wurden im 19. Jahrhundert abgetragen bzw. zugeschüttet. Die Kirche St. Wolfgang von Hirschbach geht zurück auf die Schlosskapelle von 1460, die der damalige Hammerherr errichten ließ. Diese wird von der evangelischen Gemeinde von Eschenbach aus betreut. Heute erscheint das Schloss als ein repräsentativer Bau in dem Ort Hirschbach.